# Warta
Pour les articles homonymes, voir Warta (homonymie).
La Warta (en latin Varta, en allemand et français Warthe) est une rivière du centre-ouest de la Pologne, un affluent de la rive droite de l’Oder.

## Géographie
Avec une longueur d’environ 808 kilomètres, c’est le troisième plus long cours d’eau de Pologne. Son bassin hydrographique recouvre une superficie de 54 529 km2. Elle est reliée à la Vistule via la Noteć et le canal de Bydgoszcz.
La Warta est mise en valeur, entre Pyzdry et Konin, par le parc naturel de la Warta, qui protège la région humide du cours d'eau ainsi que de nombreuses espèces d'oiseaux.
Elle prend sa source près de Zawiercie, en Basse-Silésie, traverse la Voïvodie de Łódź, la Grande-Pologne et la région de Lubusz où elle se jette dans l’Oder près de Kostrzyn.

## Villes traversées
De l’amont vers l’aval, la Warta traverse les villes suivantes :
- Zawiercie, Myszków, Częstochowa, Działoszyn, Sieradz, Warta, Uniejów,  Koło, Konin, Pyzdry, Śrem, Mosina, Luboń, Poznań, Oborniki, Obrzycko, Wronki, Sieraków, Międzychód, Skwierzyna, Gorzów Wielkopolski, Kostrzyn

## Affluents de la rive droite
- Widawka
- Ner
- Wełna
- Noteć

## Affluents de la rive gauche
- Liswarta
- Prosna
- Obra
- Postomia